# Tito Avídio Quieto (cônsul em 111)
Tito Avídio Quieto (em latim: Titus Avidius Quietus) foi um senador romano nomeado cônsul sufecto para o nundínio de maio a agosto de 111 com Lúcio Égio Márulo. 

## História
De família originária de Favência, na Emília, era filho de Tito Avídio Quieto, cônsul sufecto em 93 e governador da Britânia entre 97 e 100. Seu tio, chamado Caio Avídio Nigrino, foi procônsul da Acaia durante o reinado de Domiciano (r. 81-96), provavelmente em 95.
Além disto, Quieto era primo de Caio Avídio Nigrino, cônsul sufecto em 110, um amigo próximo de Trajano que foi executado por Adriano logo no começo de seu reinado (118). Ele foi avô do futuro imperador Lúcio Vero, colega de Marco Aurélio.
Quieto provavelmente herdou uma villa no monte Quirinal.
Como ápice de sua carreira, Quieto foi nomeado procônsul da Ásia em 126. Nada mais se sabe sobre ele depois disto.